# إيناكي غوميز
إيناكي غوميز هو منافس ألعاب قوى كندي، ولد في 16 يناير 1988 في مدينة مكسيكو في المكسيك.

## وصلات خارجية
- الموقع الرسمي
- إيناكي غوميز على موقع الاتحاد الدولي لألعاب القوى (الإنجليزية)
- إيناكي غوميز على موقع الاتحاد الكندي لألعاب القوى (الإنجليزية)
- إيناكي غوميز على موقع اللجنة الأولمبية الدولية (الإنجليزية)
- إيناكي غوميز على موقع أوليمبيديا (الإنجليزية)
- إيناكي غوميز على موقع اللجنة الأولمبية الكندية (الإنجليزية)
- إيناكي غوميز على موقع اتحاد ألعاب الكومنولث (مؤرشف) (الإنجليزية)